# گگلوو
گگلوو (به آلمانی: Gägelow) یک شهر در آلمان است که در نوردوست‌مکلنبورگ واقع شده‌است. گگلوو ۲٬۶۳۷ نفر جمعیت دارد.